# Paralophogaster boucheti
Paralophogaster boucheti is een kreeftachtigensoort uit de familie van de Lophogastridae. De wetenschappelijke naam van de soort is voor het eerst geldig gepubliceerd in 1993 door Casanova.